# Helga þáttr Þórissonar
L'Helga þáttr Þórissonar (che in italiano significa Breve storia di Helgi Þórisson) è un þáttr ("breve racconto") scritto in norreno in Islanda intorno al XIII-XIV secolo; esso ci è giunto attraverso il Flateyjarbók.